# Södra Biskopsgården

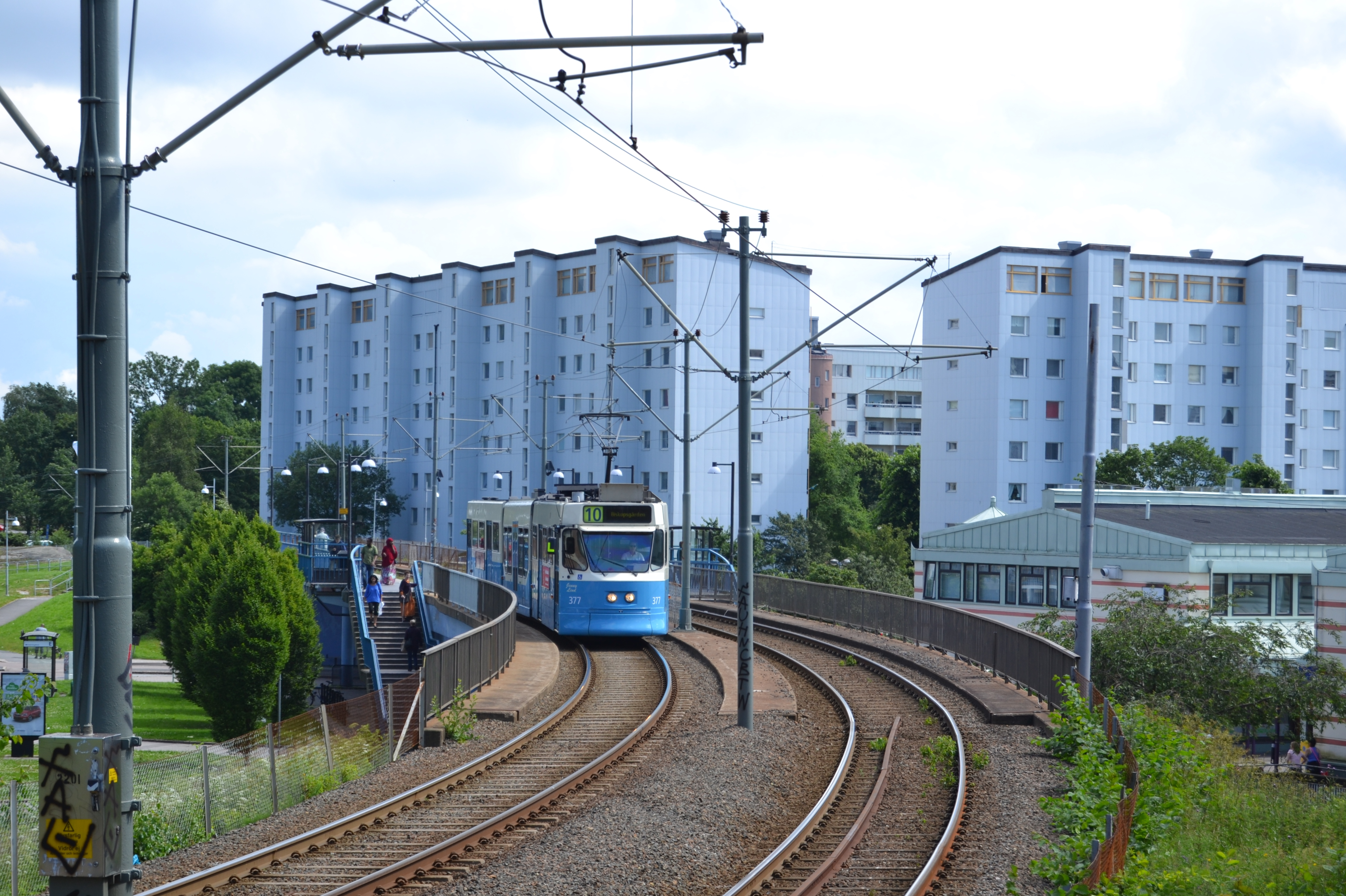
Vårväderstorgets spårvagnshållplats.

Södra Biskopsgården är ett primärområde i stadsområde Hisingen i Göteborgs kommun, beläget i stadsdelen Biskopsgården i Göteborg.
Området består huvudsakligen av flerfamiljshus uppförda under 1950-talet, varav de allra flesta upplåtna med hyresrätt.

## Nyckeltal

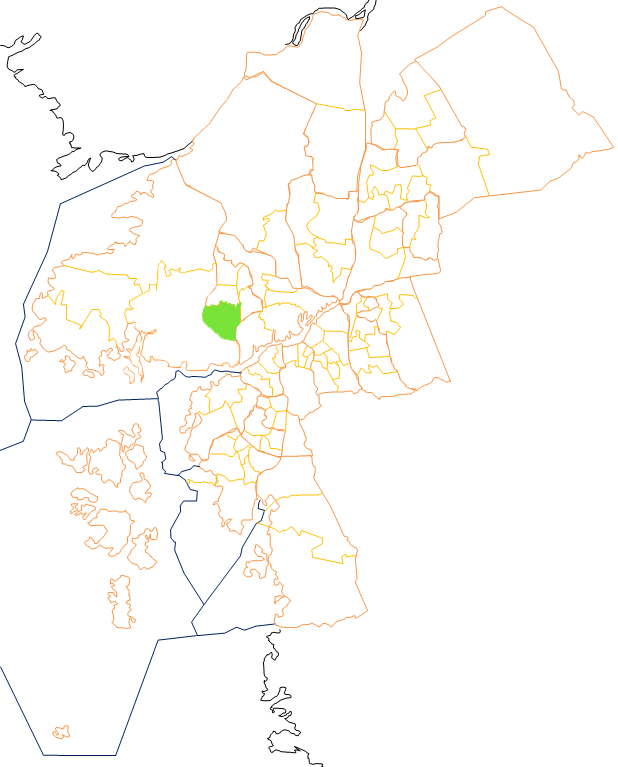
Södra Biskopsgården

Nyckeltalen redovisar statistik som beskriver Göteborg och dess 96 delområden, primärområden, per den 31 december och kan användas för att jämföra de olika områdena. Nedan redovisas uppgifter för primärområdet och jämförelse görs mot uppgifterna för hela kommunen.
|                                                           | Södra Biskopsgården | Hela Göteborg |
| --------------------------------------------------------- | ------------------- | ------------- |
| Folkmängd                                                 | 8 343               | 587 549       |
| Befolkningsförändring 2020–2021                           | +201                | +4 493        |
| Andel födda i utlandet                                    | 61,5 %              | 28,3 %        |
| Andel utrikes födda eller med två utrikes födda föräldrar | 76,9 %              | 38,1 %        |
| Medelinkomst                                              | 239 200 kr          | 332 400 kr    |
| Arbetslöshet                                              | 12,4 %              | 6,6 %         |
| Antal ersatta dagar från F-kassan per person (16-64 år)   | 24,6                | 19,5          |
| Andel med eftergymnasial utbildning (minst 3 år)          | 22,9 %              | 37,9 %        |
| Andel bostäder byggda 1951–1960                           | 99,4 %              |               |
| Andel bostäder i allmännyttan                             | 29,6 %              | 25,9 %        |
| Antal färdigställda bostäder 2021                         | 0                   |               |
| Andel bostäder i småhus                                   | 3,8 %               | 18,3 %        |

## Stadsområdes- och stadsdelsnämndstillhörighet
Primärområdet tillhörde fram till årsskiftet 2020/2021 stadsdelsnämndsområdet Västra Hisingen och ingår sedan den 1 januari 2021 i stadsområde Hisingen.